# ジョージ・ステファノプロス

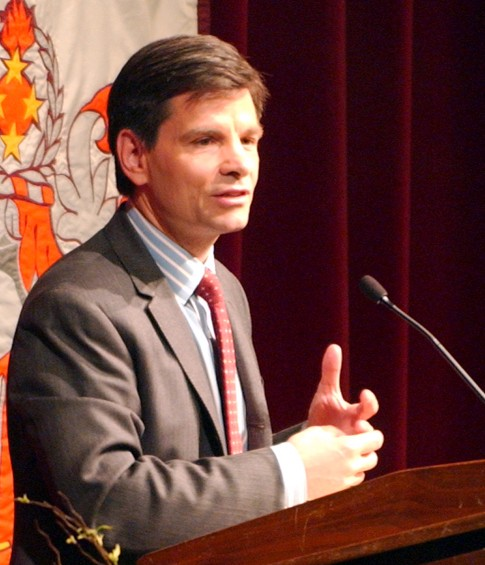
ジョージ・ステファノプロス

ジョージ・ロバート・ステファノプロス（George Robert Stephanopoulos、1961年2月10日 - ）は、アメリカの政治家、ニュースキャスター。
クリントン政権で広報担当大統領補佐官（ホワイトハウス広報部長）、大統領政策・戦略担当上級顧問を務めた。現在、ABCワシントン支局長。

## プロフィール

### 生い立ち
1961年2月10日、マサチューセッツ州のギリシャ系の家系に生まれる。父親は正教会の司祭だった。コロンビア大学に進学し、ローズ奨学金を受けオックスフォード大学にて神学修士号を得る。オックスフォード大学在学中に難民キャンプのボランティアとして訪れたスーダンでクーデターに遭遇している。

### 政治活動家として
オハイオ州選出の下院議員エド・フェイハンのスタッフ（後に首席補佐官）として政界デビューを果たした。1988年の大統領選でマイケル・デュカキス候補の選対本部スタッフに加わる。大統領選後、政治から離れるためにニューヨーク公共図書館館長のティム・ヒーリーの補佐役となる。その直後、1989年に民主党のディック・ゲッパート下院院内総務のスタッフ（議会補佐）となる。

### クリントンの参謀へ
1992年の大統領選でビル・クリントン候補の選対本部で副本部長となり当選に貢献。クリントン政権一期目の報道担当大統領補佐官となる。1996年の大統領選でクリントンの再選に貢献した後に辞職。

### 現在
その後はコロンビア大学客員教授とABCニュースのコメンテーターとして活動。2002年9月からABCのニュース解説番組『ジス・ウィーク』の司会を務めるほか、2005年12月からは同局のワシントン支局長 （Chief Washington Correspondent）として活動している。また2009年12月から『グッド・モーニング・アメリカ』の司会も務める。
テレビドラマ『フレンズ』や『スピン・シティ』に本人役でカメオ出演したこともある。

## 発言
- 2024年3月10日、『ジス・ウィーク』の番組内でドナルド・トランプによる過去の性的暴行を巡る裁判について、「（女性に対する）レイプでも責任がある」と発言した。しかし、実際の裁判ではトランプに対して500万ドルの支払いを命ずる判決が出たものの、レイプの責任は認定されなかったことから、トランプは番組を放送したABCに対して名誉毀損の訴訟を起こしていた。同年12月、ABCは該当発言を報じているウェブ記事の末尾に遺憾の意を表する注釈を付けると共に今後トランプが設立を予定している財団と博物館に1500万ドルを寄付する和解条項が成立したことを明らかにした[2][3][4]。

## 著書
- 『ホワイトハウスの赤裸々な人たち』(All Too Human A Political Education)、大地舜 訳、2001年